# Komárom-Esztergom
Komárom-Esztergom [komaːrom ɛstɛrɡom] est un comitat du nord de la Hongrie.

## Organisation administrative

### Districts
Jusqu'en 2013, le comitat était divisé en micro-régions statistiques. À la suite de la réforme territoriale du 1er janvier 2013, elles ont été remplacées par les districts (járás) qui avaient été supprimés en 1984. Désormais, le comitat est subdivisé en 6 districts :
| District              | Siège     | Superficie | Population | Localités |
| --------------------- | --------- | ---------- | ---------- | --------- |
| District d'Esztergom  | Esztergom | 537,26     | 95 306     | 24        |
| District de Kisbér    | Kisbér    | 510,57     | 19 968     | 17        |
| District de Komárom   | Komárom   | 378,76     | 40 107     | 9         |
| District d'Oroszlány  | Oroszlány | 199,39     | 26 353     | 6         |
| District de Tatabánya | Tatabánya | 331,65     | 88 159     | 10        |
| District de Tata      | Tata      | 306,72     | 40 307     | 10        |

### Communes principales
- Tatabánya, le chef-lieu.
- Esztergom, ville qui abrite la cathédrale Saint-Adalbert.